# Notoreas vulcania
Notoreas vulcania là một loài bướm đêm trong họ Geometridae.